# Agryz
Agryz (em russo:  Агрыз; em tártaro:  Әгерҗе) é uma cidade e município do Tartaristão, Rússia, está situada às margens do rio Izh, 304 km a leste de Kazan. É a sede do distrito de Agryzsky.